# Giuseppe Lanave
Giuseppe Lanave (Bari, 8 luglio 1912 – Andria, 8 dicembre 1996) è stato un vescovo cattolico italiano.

## Biografia
Dopo aver compiuto gli studi nel seminario arcivescovile di Bari e poi nel seminario regionale di Molfetta, fu ordinato sacerdote il 4 agosto 1935, incominciando l'attività pastorale come vice parroco nelle parrocchie di San Pasquale e N.S. del SS. Sacramento in Bari. Fu cappellano militare sul fronte greco-albanese durante la seconda guerra mondiale e quindi parroco della parrocchia di San Pasquale dal 1953 al 1960. Ricoprì incarichi di responsabilità a livello regionale e nazionale all'interno dell'Azione Cattolica dal 1948 al 1969.
Il 29 marzo 1969 fu nominato vescovo di Andria. Ordinato vescovo il 18 maggio 1969 dal cardinale Luigi Traglia, co-consacranti arcivescovo Enrico Nicodemo e arcivescovo Franco Costa.
Il 19 novembre 1988 si dimise per raggiunti limiti di età, conservando il titolo di vescovo emerito di Andria.
Nel dicembre 2006 venne pubblicato un volume dal titolo Mons. Giuseppe Lanave, vescovo di Andria. Pastore del suo Popolo e artista di Dio. Si tratta di un testo curato da due diacono della diocesi, che raccolsero studi e testimonianze e sintetizzarono il ministero e la sua personalità. Introdotto da un testo del vescovo Raffaele Calabro, è composto di saggi e contributi fotografici che lo ritraggono nei momenti salienti della sua vita.

## Genealogia episcopale
La genealogia episcopale è:
- Cardinale Scipione Rebiba
- Cardinale Giulio Antonio Santori
- Cardinale Girolamo Bernerio, O.P.
- Arcivescovo Galeazzo Sanvitale
- Cardinale Ludovico Ludovisi
- Cardinale Luigi Caetani
- Cardinale Ulderico Carpegna
- Cardinale Paluzzo Paluzzi Altieri degli Albertoni
- Papa Benedetto XIII
- Papa Benedetto XIV
- Papa Clemente XIII
- Cardinale Marcantonio Colonna
- Cardinale Giacinto Sigismondo Gerdil, B.
- Cardinale Giulio Maria della Somaglia
- Cardinale Carlo Odescalchi, S.I.
- Vescovo Eugène de Mazenod, O.M.I.
- Cardinale Joseph Hippolyte Guibert, O.M.I.
- Cardinale François-Marie-Benjamin Richard de la Vergne
- Cardinale Pietro Gasparri
- Cardinale Francesco Marchetti Selvaggiani
- Cardinale Luigi Traglia
- Vescovo Giuseppe Lanave